# Gonomyia (Gonomyia) stenorhabda
Gonomyia (Gonomyia) stenorhabda is een tweevleugelige uit de familie steltmuggen (Limoniidae). De soort komt voor in het Neotropisch gebied.